# セルジ・ロベルト
セルジ・ロベルト・カルニセー（カタルーニャ語: Sergi Roberto Carnicer、1992年2月7日 - ）は、スペイン・カタルーニャ州レウス出身のサッカー選手。コモ1907所属。スペイン代表。ポジションはDF、MF。

## クラブ経歴
14歳の2006年にタラゴナの下部組織からFCバルセロナの下部組織に入団。
2009-10シーズンよりバルサBでプレーし始める。順調にバルサBでの出場機会を得ると、2010年11月10日のコパ・デル・レイのセルタ戦にてトップチームデビューを果たす。また、同シーズンの4月27日にUEFAチャンピオンズリーグ準決勝のレアル・マドリード戦にてダビド・ビジャと交代でチャンピオンズリーグデビューすると共にクラシコデビューした。
2010-11シーズンのリーガ・エスパニョーラ最終戦のマラガCF戦でフル出場し、3-1の勝利に貢献した。こうした活躍も有り、2011年8月25日には2015年6月30日までの契約延長に合意している。
2012-13シーズンのプレシーズンマッチにでもトップチームの一員として帯同し、特に2012年8月20日のガンペール杯ではゲームメイクを担当してMVPに輝く活躍をした。2014-15シーズンではアンカーとしてもプレーした。
2015-16シーズン、第2節のマラガCF戦は本職ではないサイドバックとして先発出場。9月29日のUCLグループリーグ第2節、バイエル・レバークーゼン戦ではインサイドハーフとして途中出場して貴重な同点ゴールをあげた。第12節のレアル・マドリード戦はウイングとしてプレーし、第19節のグラナダCFではセルヒオ・ブスケツの代わりにアンカーとしてプレーするなど最終的に7つのポジションをこなしユーティリティープレーヤーとして存在感を発揮した。
2016-17シーズンはダニエウ・アウヴェスの退団により右サイドバックとしてレギュラーに定着した。第9節のバレンシア戦では一時的にセンターバックのポジションでもプレーした。2017年3月8日、UEFAチャンピオンズリーグ決勝トーナメント1回戦・2ndレグのパリ・サンジェルマン戦では決勝点となる6点目を決めて劇的勝利に貢献した。
2017-18シーズンにエルネスト・バルベルデが監督に就任すると、右サイドバックのポジションで安定する。ネルソン・セメドと競合する中、30試合に出場する一方で英メディアからは守備力に問題があることを指摘している。この間、開幕戦となったレアル・ベティスとの対戦でリーグ戦における初ゴールを挙げた。
2018年1月19日、FCバルセロナと2022年6月30日までの契約延長で合意に達した。契約解除金は5億ユーロになる。
2024年6月、バルセロナを契約満了により退団した。
2024年8月24日、コモ1907に加入した。

## 代表歴
2009年の10月にFIFA U-17ワールドカップ・ナイジェリア大会に参加し、決勝トーナメント一回戦のブルキナファソ戦にてハットトリックを達成した。同大会では開催国のナイジェリアに準決勝にて敗れるも、3位入賞を果たす。
2016年3月18日、国際親善試合でイタリア代表とルーマニア代表戦に挑むスペイン代表のメンバーに初召集され、3月27日のルーマニア代表戦で代表デビューを飾った。9月5日のリヒテンシュタイン代表戦で代表初ゴールを決めた。
2018 FIFAワールドカップの代表メンバーからは外れた。
UEFAネーションズリーグ2020-21では、登録メンバーに入っていたペドリが怪我で離脱。その後追加招集されたブライス・メンデスも負傷したため、自身が2020年11月以来約1年ぶりに代表復帰を果たした。背番号はバルサB時代以来でA代表では初着用となる10番に決定した。

## 個人成績
| クラブ      | シーズン | リーグ     | リーグ戦 | リーグ戦 | カップ戦 | カップ戦 | 国際大会 | 国際大会 | その他 | その他 | 合計 | 合計 |
| クラブ      | シーズン | リーグ     | 出場     | 得点     | 出場     | 得点     | 出場     | 得点     | 出場   | 得点   | 出場 | 得点 |
| ----------- | -------- | ---------- | -------- | -------- | -------- | -------- | -------- | -------- | ------ | ------ | ---- | ---- |
| バルセロナB | 2009–10  | セグンダB  | 29       | 0        | -        | -        | -        | -        | 0      | 0      | 29   | 0    |
| バルセロナB | 2010–11  | セグンダ   | 26       | 2        | -        | -        | -        | -        | 0      | 0      | 26   | 2    |
| バルセロナB | 2011–12  | セグンダ   | 28       | 4        | -        | -        | -        | -        | 0      | 0      | 28   | 4    |
| バルセロナB | 2012–13  | セグンダ   | 23       | 1        | -        | -        | -        | -        | 0      | 0      | 23   | 1    |
| バルセロナB | 通算     | 通算       | 106      | 7        | -        | -        | -        | -        | 0      | 0      | 106  | 7    |
| バルセロナ  | 2010–11  | プリメーラ | 1        | 0        | 1        | 0        | 1        | 0        | 0      | 0      | 3    | 0    |
| バルセロナ  | 2011–12  | プリメーラ | 1        | 0        | 2        | 1        | 1        | 1        | 0      | 0      | 4    | 2    |
| バルセロナ  | 2012–13  | プリメーラ | 1        | 0        | 3        | 0        | 1        | 0        | 0      | 0      | 5    | 0    |
| バルセロナ  | 2013–14  | プリメーラ | 17       | 0        | 6        | 0        | 4        | 0        | 0      | 0      | 27   | 0    |
| バルセロナ  | 2014–15  | プリメーラ | 12       | 0        | 4        | 2        | 2        | 0        | 0      | 0      | 18   | 2    |
| バルセロナ  | 2015–16  | プリメーラ | 31       | 0        | 6        | 0        | 10       | 1        | 1      | 0      | 49   | 1    |
| バルセロナ  | 2016–17  | プリメーラ | 32       | 0        | 6        | 0        | 8        | 1        | 1      | 0      | 47   | 1    |
| バルセロナ  | 2017–18  | プリメーラ | 30       | 1        | 8        | 0        | 8        | 0        | 2      | 0      | 48   | 1    |
| バルセロナ  | 2018-19  | プリメーラ | 29       | 0        | 6        | 1        | 9        | 0        | 0      | 0      | 44   | 1    |
| バルセロナ  | 2019-20  | プリメーラ | 30       | 1        | 2        | 0        | 6        | 0        | 1      | 0      | 39   | 1    |
| バルセロナ  | 2020-21  | プリメーラ | 15       | 1        | 2        | 0        | 3        | 0        | 0      | 0      | 20   | 1    |
| バルセロナ  | 通算     | 通算       | 199      | 3        | 46       | 4        | 53       | 3        | 5      | 0      | 304  | 10   |
| 総通算      | 総通算   | 総通算     | 305      | 10       | 46       | 4        | 53       | 3        | 5      | 0      | 410  | 17   |

## タイトル

### クラブ
FCバルセロナ
- プリメーラ・ディビシオン：7回 (2010-11, 2012-13, 2014-15, 2015-16, 2017-18, 2018-19,2022-23)
- コパ・デル・レイ：5回 (2014-15, 2015-16, 2016-17, 2017-18, 2020-21)
- スーペルコパ・デ・エスパーニャ：6回 (2010, 2011, 2013, 2016, 2018, 2022-23)
- UEFAチャンピオンズリーグ：2回 (2010-11, 2014-15)
- UEFAスーパーカップ：1回 (2015)
- FIFAクラブワールドカップ：1回 (2015)

## 代表歴

### 出場大会
- U-17スペイン代表
  - 2009年 - FIFA U-17ワールドカップ（3位）
- U-20スペイン代表
  - 2011年 - FIFA U-20ワールドカップ（ベスト16）
- スペイン代表
  - 2018年 - UEFAネーションズリーグ2018-19

### 試合数
- 国際Aマッチ 5試合 1得点 (2016年 - )

| スペイン代表 | 国際Aマッチ | 国際Aマッチ |
| 年           | 出場        | 得点        |
| ------------ | ----------- | ----------- |
| 2016         | 3           | 1           |
| 2018         | 2           | 0           |
| 2019         | 2           | 0           |
| 2020         | 3           | 0           |
| 2021         | 1           | 0           |
| 通算         | 5           | 1           |

### ゴール
| #  | 開催年月日   | 開催地                                         | 対戦国             | スコア | 結果 | 試合概要                                |
| -- | ------------ | ---------------------------------------------- | ------------------ | ------ | ---- | --------------------------------------- |
| 1. | 2016年9月5日 | マドリード、エスタディオ・ビセンテ・カルデロン | リヒテンシュタイン | 2-0    | 8-0  | 2018 FIFAワールドカップ・ヨーロッパ予選 |